# Batalla de Marino
La batalla de Marino fou un combat lluitat el 30 d'abril de 1379 al peu del castell de Marino, en aquell moment part dels Estats Pontificis.

## Antecedents
Entre 1305 i 1377, els papes -Climent V (1305-1314), Joan XXII (1316-1334), Benet XII (1334-1342), Climent VI (1342-1352), Innocenci VI (1352-1362), Urbà V (1362-1370) i Gregori XI (1370-1378)- no residiren a Roma, sinó a Avinyó. Durant el segle xiv, el Papat d'Avinyó fou vist per molts com una anomalia, ja que la seu històrica del Papa era Roma. Aquesta crisi va resoldre's quan, el 13 de setembre de 1376, Gregori XI deixà Avinyó per establir-se a Roma, on hi arribà el 17 de gener de 1377; ara bé, un any i escaig després, el 27 de març de 1378, Gregori XI va morir i es va haver de reunir el Conclave per elegir un nou papa.
El conclave es reuní el 7 d'abril i, l'endemà mateix, proclamà l'elecció com a nou papa de l'arquebisbe de Bari Bartolomeo Prignano amb el nom d'Urbà VI. Segons sembla, Prignano fou el candidat de consens elegit entre les tres faccions rivals del conclave: els cardenals italians, els cardenals francesos i els del partit de Llemotges; per altra banda, amb el fi d'assegurar-se que el nou papa no se'n tornés cap a Avinyó, els habitants de Roma pressionaren els cardenals amb manifestacions populars exigint que el nou papa fos romà o, si més no, italià.
Els cardenals contraris a Urbà VI, que anaven difonent la idea que l'elecció de Prignano com a papa havia estat il·legítima, acabaren reunint-se a Fondi, ciutat dominada per un senyor contrari a Urbà VI i proper a Joana de Nàpols, ara enemiga del nou papa. A més, el rei Carles V de França s'adreçà per carta als cardenals de Fondi demanant-los l'elecció d'un papa legítim, i que fos proper als interessos de França. En aquestes circumstàncies, el 20 de setembre de 1378, a Fondi fou elegit papa el cardenal Robert de Ginebra -Climent VII.
Per poder consolidar la seva posició com a poder únic, Climent havia d'expulsar Urbà de Roma, i comptava amb la possessió del Castell de Sant Angelo, on una notable guarnició bretona comandada per Sylvester Budes resistia i atacava el Vaticà, i el seu nebot Louis de Montjoie va aixecar un exèrcit per dirigir-se a Roma en el seu suport a canvi d'un regne amb part dels territoris dels Estats Pontificis.

## Batalla
Louis de Montjoie va arribar a les portes de Roma i li va sortir a l'encontre la Companyia d'Aventurers de San Giorgio d'Alberico da Barbiano el 30 d'abril de 1379, formant en dos esquadrons mentre els gascons ho van fer en tres. El combat el van iniciar els gascons atacant un dels capitans de San Giorgio i Alberico da Barbiano va haver d'atacar-los per fer-los fugir en direcció al segon esquadró, que també dispersà, i finalment el tercerm comandat per Montjoie, que també fou vençut, i el seu líder capturat, juntament amb Bernard de la Salle i tres-cents dels seus homes, morint la resta.

## Conseqüències
Després de la derrota, la guarnició del Castell de Sant Angelo es rendí i Climent VII es va refugiar amb la reina Joana I de Nàpols, però la població atacà el Castell de l'Ou, on s'havia instal·lat, i hagué de fugir a Avinyó, on va arribar el 20 de juny de 1379 escortat per la companyia de Sylvester Budes i en galeres catalanes i provençals.
Per l'enfrontament entre Joana I i Urbà VI, el qual considerava Nàpols com un feu papal, Joana I donà suport a Climent VII durant el Cisma d'Occident i fou destronada el 1381 i va cedir el reialme a Carles III de Nàpols.